# CrossOver
CrossOver (przed wersją 6 CrossOver Office) – własnościowe oprogramowanie rozwijane przez firmę CodeWeavers, które umożliwia uruchamianie wielu programów napisanych dla systemu Microsoft Windows, m.in. pakietu Microsoft Office oraz Microsoft Internet Explorer na systemach Linux oraz OS X. Crossover w dużej mierze bazuje na kodzie Wine i zmiany w kodzie są przekazywane z powrotem społeczności programistów skupionych wokół tego oprogramowania, zaś główny programista i lider projektu Wine Alexandre Julliard jest (tak jak wielu innych współtwórców Wine) jednocześnie pracownikiem Codeweavers – twórców Crossover.
CrossOver od 2008 roku składał się z trzech programów: CrossOver Games, CrossOver Standard i CrossOver Professional, które ostatecznie w 2012 roku ponownie scalono w jeden produkt. Istniała również specjalizowana wersja CrossOver Server służąca do uruchamiania windowsowego oprogramowania na cienkich klientach, została ona jednak zawieszona w 2007 r. ze względu na istnienie wielu jej funkcji w wersji pro pakietu.